# Numeració amb varetes

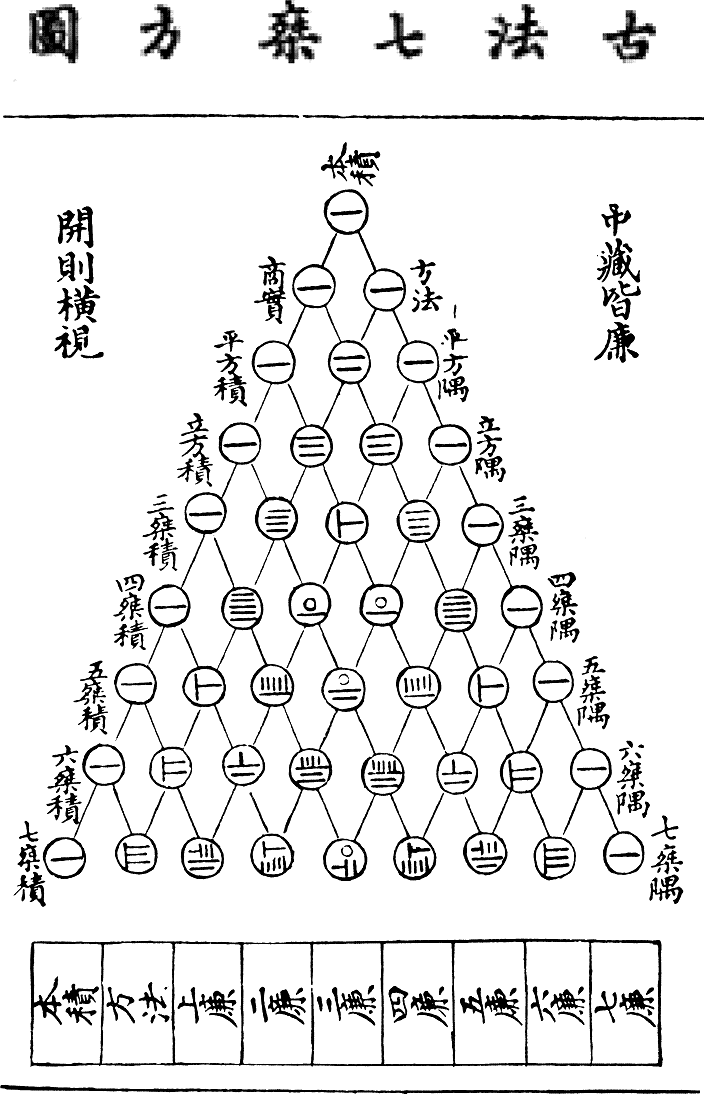
El triangle de Yang Hui (Pascal), representat per Zhu Shijie en 1303 per l'ús de numeració amb varetes.

La numeració amb varetes ( xinès tradicional: 籌, xinès simplificat: 筹, pinyin: chóu), és un mètode de comptar mitjançant unes petites varetes, que típicament mesuren entre 3 i 14 cm, i que s'utilitza per fer càlculs a la Xina, Japó, Corea i Vietnam. Hi ha varetes vermelles i negres que col·locades horitzontalment o vertical, permetent representar qualsevol nombre o fracció.

## Història
Les varetes de numeració van ser utilitzades pels antics Xinesos durant més de 2.000 anys. El 1954, prop de quaranta varetes de numeració del període dels Regnes Combatents van ser trobades en la tomba Chǔ número 15 de Zuǒjiāgōngshān (左家公山) en Changsha, Hunan.
L'ús de les varetes de numeració han de ser anterior a aquest. Laozi, qui probablement vivia durant el segle IV a. C., va dir que «un bon calculista no utilitza les varetes de numeració».
Després de l'aparició de l'àbac, es va abandonar l'ús de les varetes de comptar excepte en Japó, on de la numeració amb varetes es va desenvolupar una notació simbòlica per al àlgebra.

## Ús
Les varetes de comptar representen una unitat per vareta i cinc per a la vareta situada de forma perpendicular. Per evitar confusions, s'empren formes verticals i horitzontals de forma alterna. En general, s'empren varetes verticals per a les posicions de les unitats, centenes, desenes de mil, etc., mentre que les horitzontals es fan servir per a les desenes, els milers, les centenes de mil, etc. Sun Tzu va escriure que «un és vertical, 10 és horitzontal».
Les varetes vermelles representen nombres positius, mentre que les negres representen nombres negatius. Els antics xinesos entenien clarament el concepte dels nombres negatius i del zero, encara que no tenien símbol per a aquest i en el seu lloc deixaven un espai en blanc. Els nou capítols de l'art matemàtic, una obra escrita principalment en el primer segle de la nostra era, cita «(a la sostracció) resta nombres de el mateix signe, suma nombres de signe diferent, resta un nombre positiu del zero per formar un nombre negatiu i resta un nombre negatiu del zero per formar un nombre positiu ». Posteriorment, es va emprar de vegades una pedra de go per representar el zero.
|             | 0 | 1 | 2 | 3 | 4 | 5 | 6 | 7 | 8 | 9 |
| ----------- | - | - | - | - | - | - | - | - | - | - |
| vertical    |   |   |   |   |   |   |   |   |   |   |
| horitzontal |   |   |   |   |   |   |   |   |   |   |

|             | 0 | -1 | -2 | -3 | -4 | -5 | -6 | -7 | -8 | -9 |
| ----------- | - | -- | -- | -- | -- | -- | -- | -- | -- | -- |
| vertical    |   |    |    |    |    |    |    |    |    |    |
| horitzontal |   |    |    |    |    |    |    |    |    |    |

Exemples:
| 231   |
| 5089  |
| -407  |
| -6720 |

## Numeració amb varetes
A partir de les varetes de comptar s'ha format un sistema de numeració posicional en què les xifres són agrupacions de varetes. Els nombres positius s'escriuen com s'ha explicat abans i els negatius s'escriuen ratllant l'últim dígit amb una barra diagonal. La barra vertical per a les formes horitzontals dels números del 6 al 9 s'escriu més curta perquè cada caràcter tingui la mateixa alçada.
El zero queda representat per un cercle (〇). Molts historiadors creuen que va ser importat de la numeració índia per Gautama Siddha l'any 718, però alguns creuen que es va crear a partir del caràcter xinès "□" emprat per omplir espais.
Al segle xiii, els matemàtics del període Song de sud van canviar la forma dels numerals 4, 5 i 9 per reduir el nombre de traços. Les noves formes horitzontals acabarien formant la numeració Suzhou. Els japonesos, però, van seguir emprant les formes tradicionals.
|             | 0 | 1 | 2 | 3 | 4 | 5 | 6 | 7 | 8 | 9 |
| ----------- | - | - | - | - | - | - | - | - | - | - |
| vertical    |   |   |   |   |   |   |   |   |   |   |
| horitzontal |   |   |   |   |   |   |   |   |   |   |

|          | -0 | -1 | -2 | -3 | -4 | -5 | -6 | -7 | -8 | -9 |
| -------- | -- | -- | -- | -- | -- | -- | -- | -- | -- | -- |
| vertical |    |    |    |    |    |    |    |    |    |    |

|             | 0 | 1 | 2 | 3 | 4 | 5 | 6 | 7 | 8 | 9 |
| ----------- | - | - | - | - | - | - | - | - | - | - |
| vertical    |   |   |   |   |   |   |   |   |   |   |
| horitzontal |   |   |   |   |   |   |   |   |   |   |

Exemples:
|       | tradicional | Song de sud |
| ----- | ----------- | ----------- |
| 231   |             |             |
| 5089  |             |             |
| -407  |             |             |
| -6720 |             |             |

Al Japó, Seki Takakazu va desenvolupar una notació simbòlica a partir de la numeració amb varetes per al seu ús en l'àlgebra i va millorar dràsticament les matemàtiques japoneses. Després de la seva època, es va inventar un sistema de numeració posicional amb caràcters numerals xinesos, relegant el paper dels numerals amb varetes al dels signes més i menys.
| Occidental  | Seki | Post-Seki  |
| ----------- | ---- | ---------- |
| x + y + 246 | 甲乙 | 甲乙二四六 |
| 5x - 6y     | 甲乙 | 五甲六乙   |
| 7xy         | 甲乙 | 七甲乙     |
| 8x / y      | N/D  | 乙八甲     |

## Càlcul amb varetes
El mètode desenvolupat amb varetes de comptar per realitzar càlculs matemàtics es va denominar càlcul amb varetes (筹算). El càlcul amb varetes es pot emprar per a una àmplia varietat de càlculs, com ara trobar el valor de π, trobar arrels quadrades, cúbiques o n-èsimes, així com resoldre un sistema d'equacions lineals. Com a conseqüència, el caràcter 籌 ha estès el seu significat per indicar "el concepte de planificar" en xinès. Per exemple, la ciència de l'ús de varetes de comptar 運籌學 no es refereix directament a les varetes de comptar pròpiament dites, sinó a la investigació operativa.
Abans de la introducció del zero, no hi havia manera de diferenciar els números 10007 i 107 (tan fàcil en la seva forma escrita) excepte si es procurava deixar un espai més o menys gran entre l'1 i el 7, de manera que els numerals de vareta només s'empraven en càlculs amb varetes de comptar. Un cop arribat el zero, els numerals van passar a ser independents, i el seu ús va acabar superant al de les varetes. Una variant de les formes horitzontals d'aquests numerals segueix en ús en els barris xinesos de diverses parts del món.